# 奋斗路街道
奋斗街道是中国黑龙江省哈尔滨市南岗区下辖的一个街道办事处，为于南岗区中心地带，与荣市街道隔河相望，南与先锋路街道相接。